# Hans Werner Richter
Hans Werner Richter (ur. 12 listopada 1908 w Bansin, zm. 23 marca 1993 w Monachium) – niemiecki pisarz.

## Życiorys
Urodził się na wyspie Uznam, był piątym z siedmiorga dzieci rybaka. Uczęszczał do szkoły w Bansin, następnie, w latach 1924-1927, uczył się księgarstwa w Świnoujściu. W 1928 roku wyjechał do Berlina, gdzie pracował jako pomocnik sprzedawcy w księgarni. W 1930 roku wstąpił do Komunistycznej Partii Niemiec (KPD), w 1932 został z niej wykluczony pod zarzutem zbyt trockistowskich poglądów. W 1933 roku, po objęciu władzy przez Adolfa Hitlera, próbował nawiązać kontakty z członkami, nielegalnej wówczas KPD, aby zorganizować grupę ruchu oporu. Po niepowodzeniu zdecydował się na emigrację do Paryża.
Po roku wrócił do Berlina, gdzie pracował w księgarniach i wydawnictwach. W lutym 1940, został na krótko aresztowany przez Gestapo, jako podejrzany o kierowanie grupą pacyfistycznej młodzieży. Uznano go jednak za niewinnego i zwolniono. W maju tego samego roku powołano go do wojska i wcielono do Wehrmachtu. Brał udział w kampanii włoskiej, w listopadzie 1943 w okolicach Monte Cassino został wzięty do niewoli amerykańskiej. W obozach jenieckich, najpierw w Camp Ellis (Illinois) potem w Fort Kearney (na Rhode Island) przebywał do 1946 roku. Poznał tam Alfreda Anderscha, Gustava René Hocke'a oraz Waltera Kolbenhoffa, z którymi współpracował przy wydawaniu pisma Der Ruf przeznaczonego dla jeńców niemieckich w Ameryce.
Po powrocie do Niemiec osiadł w Monachium. W 1947 roku razem z Anderschem i René Hocke'a utworzył kolejne czasopismo, również nazwane Der Ruf. W obliczu rozpoczynającej się zimnej wojny, amerykańskie władze okupujące Niemcy uznały jednak, że magazyn wykazuje prokomunistyczny charakter i wydały zakaz jego wydawania. Richter zainicjował wówczas regularne spotkania osób związanych z czasopismem. Z czasem uczestników tych spotkań zaczęto określać Grupą 47, a Richter pozostał jej liderem.
W 1949 roku została opublikowana jego pierwsza powieść zatytułowana Die Geschlagenen, przygotowywana w czasie pobytu w obozach jenieckich. Kolejna powieść Sie fielen aus Gottes Hand została uhonorowana nagrodą René-Schickele-Preis.
Zmarł 23 marca 1993 w Monachium, został pochowany w rodzinnym Bansin.

## Twórczość
- Die Geschlagenen (powieść, 1949)
- Sie fielen aus Gottes Hand (powieść, 1951)
- Spuren im Sand (powieść, 1953)
- Linus Fleck oder Der Verlust der Würde (1959)
- Du sollst nicht töten (powieść, 1962)
- Bestandsaufnahme. Eine deutsche Bilanz (1962)
- Bismarck (1964)
- Plädoyer für eine neue Regierung oder Keine Alternative (1965)
- Karl Marx in Samarkand (1966)
- Blinder Alarm. Geschichten aus Bansin (1970)
- Briefe an einen jungen Sozialisten (autobiografia, 1974)
- Die Flucht nach Abanon (1980)
- Die Stunde der falschen Triumphe (powieść, 1981)
- Ein Julitag (powieść, 1982)

## Wyróżnienia i nagrody
- 1951: Fontane-Preis
- 1952: René-Schickele-Preis
- 1978: tytuł doktora honoris causa Uniwersytetu w Karlsruhe
- 1986: Großen Literaturpreis der Bayerischen Akademie der Schönen Künste